# استفان رودری
استفان رودری (به ولزی: Steffan Rhodri) (زاده ۱ مارس ۱۹۶۷) یک هنرپیشه سینمای ولزی است که بیشتر به خاطر ایفای نقش دیو کوچ در فیلم گاوین و استیسی و نقش رج کترمول در هری پاتر و یادگاران مرگ – قسمت اول شناخته می‌شود.

## فیلم‌شناسی

### سینمایی
- شهر دوقلو (۱۹۹۷) – هانکی
- سالومون و گانور (۱۹۹۹) – نوح جونز
- علی جی اینداهوس (۲۰۰۲) – معلم مدرسه
- سیمرو فک (۲۰۰۸)
- به بزرگی من (۲۰۱۰) – دی‌اس موسلی
- زیردریایی (۲۰۱۰) – آقای دیوی
- هری پاتر و یادگاران مرگ – قسمت اول (۲۰۱۰) – رج کترمول[۱][۲]
- آیرونکلاد (۲۰۱۱) – کوپر
- زیر میلک وود (۲۰۱۵) – موگ ادواردز
- زن شگفت‌انگیز (۲۰۱۷) – سرهنگ دارنل
- آخرین تابستان (۲۰۱۸) – گروهبان مورگان
- نفس نکش ۲ (۲۰۲۱)[۳] – جراح